# Академия строительства и архитектуры УССР
Академия строительства и архитектуры УССР — главное научное учреждение в республике в отрасли строительства и архитектуры. Была основана на базе Академии архитектуры УССР в 1956 году.

## История
Первая архитектурная академия возникла во Франции в 1671 году. В Советском Союзе была организована Академия архитектуры СССР в 1934 году. Академия архитектуры УССР была основана в 1945 году, а в 1956 году она была преобразована в Академию строительства и архитектуры УССР. Президиум Академия архитектуры УССР находился на ул. Владимирской № 24 в Киеве. Членами академии были известные архитекторы И. Ю. Каракис, П. Ф. Алёшин, A. М. Вербицкий, А. В. Добровольский, И. М. Безчастнов Н. П. Северов и другие.
Постановлением ЦК Коммунистической партии Украины и Совета Министров Украины от 22 сентября 1955 года была создана Академия строительства и архитектуры УССР. АСиА была создана на базе Академии архитектуры УССР и ряда отраслевых научно-исследовательских институтов Киева и Харькова. Первым президентом Академии был В. Заболотный.
В 1962 году решением директивных органов Академия строительства и архитектуры УССР была ликвидирывана. Научно-исследовательские учреждения и производственные предприятия Академии были переданы в разные министерства и ведомости республики. Некоторое ведущие учреждения были переданы под руководство Госстроя УССР. На базе АСиА на Украине созданы Академия архитектуры Украины (1992) и Академия строительства Украины (1993).

## Состав и структура
В состав АСиСа УССР входили научно-исследовательские институты:
- в Киеве
  - градостроительства;
  - архитектурных сооружений;
  - строительных конструкций;
  - организации и механизации строительного производства;
  - экономики строительства;
  - строительных материалов и изделий;
  - механической оброботки древесины;
  - санитарной техники;
  - теории и истории архитектуры и строительная техника;
  - экспериментального проектирования;
  - технической информации и внедрения передового опыта строительства;

- в Харькове
  - промышленного строительства;
  - водоснабжения, канализации, гидротехнических сооружений и инженерной гидроэкологии;

- в Сталино
  - надшахтного строительства

## Филиалы и лаборатории
Филиалы институтов были в Харькове, Львове, Симферополе, Днепропетровске, Запорожье, Луганске, Кривом Роге.
Научно-исследовательские лаборатории — Днепродзержинске, Ворошиловске, Жданове, Лисичанске, Енакиеве, Макеевке, Станиславе.
В Киеве находилась экспериментальная база по разработке технологий производства строительных материалов из синтетических смол и экспериментальные заводы железобетонных и керамичных изделий.

## Издания
С 1958 года в Киеве ежеквартально издавался «Вестник Академии строительства и архитектуры УССР».